# 7400

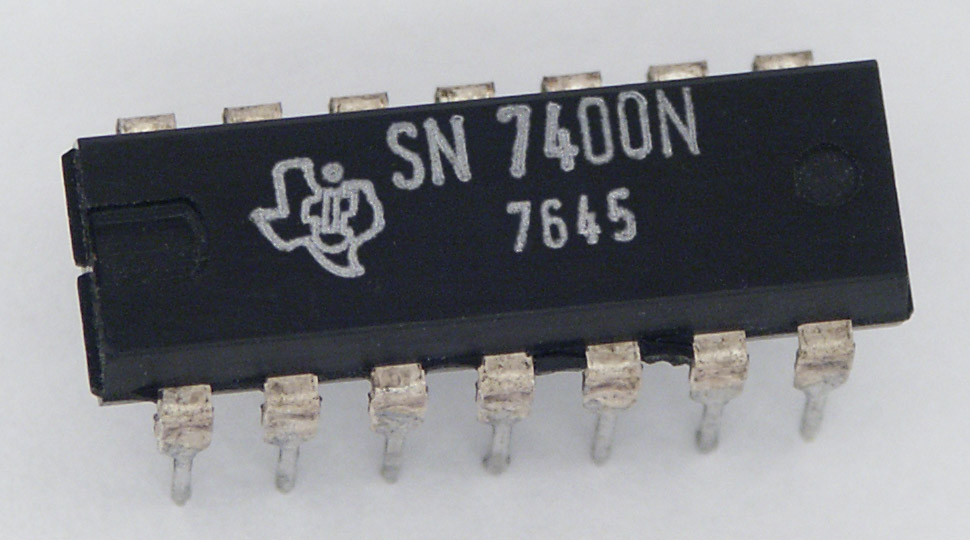
Texas Instruments SN7400N in einem 14-Pin-Dual-in-line-Gehäuse,
hergestellt 1976, Woche 45.

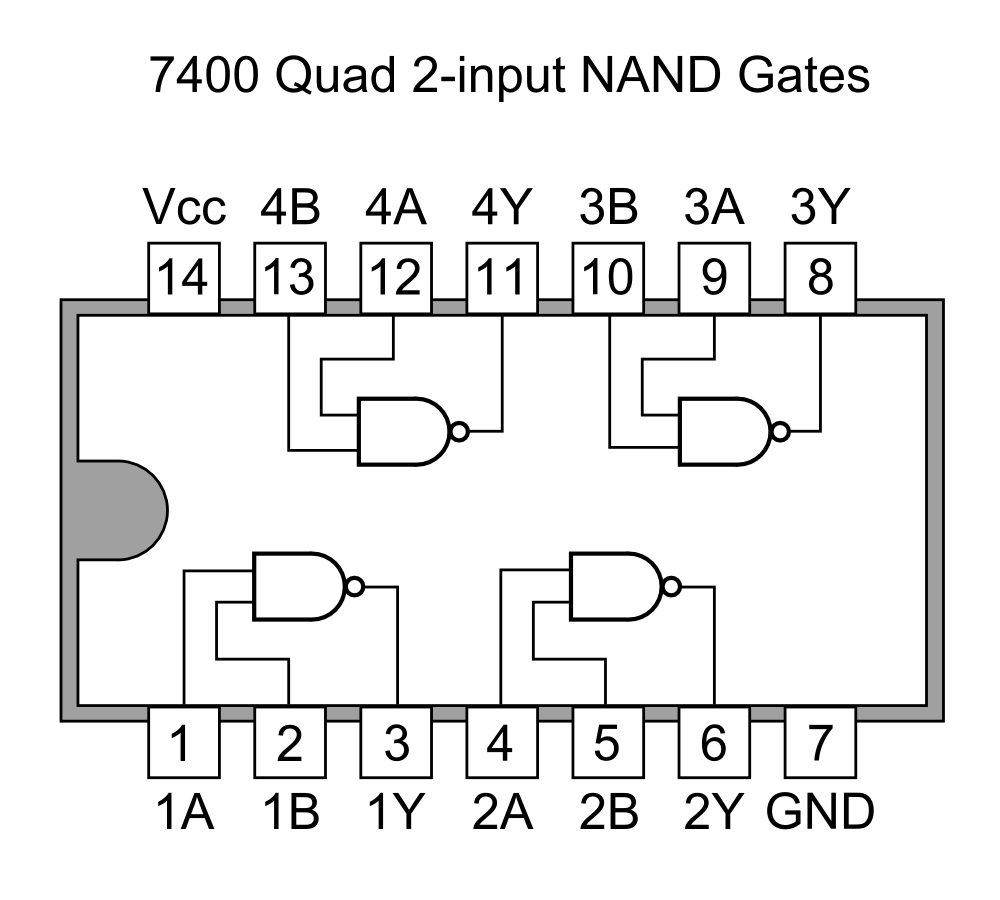
Pinbelegung

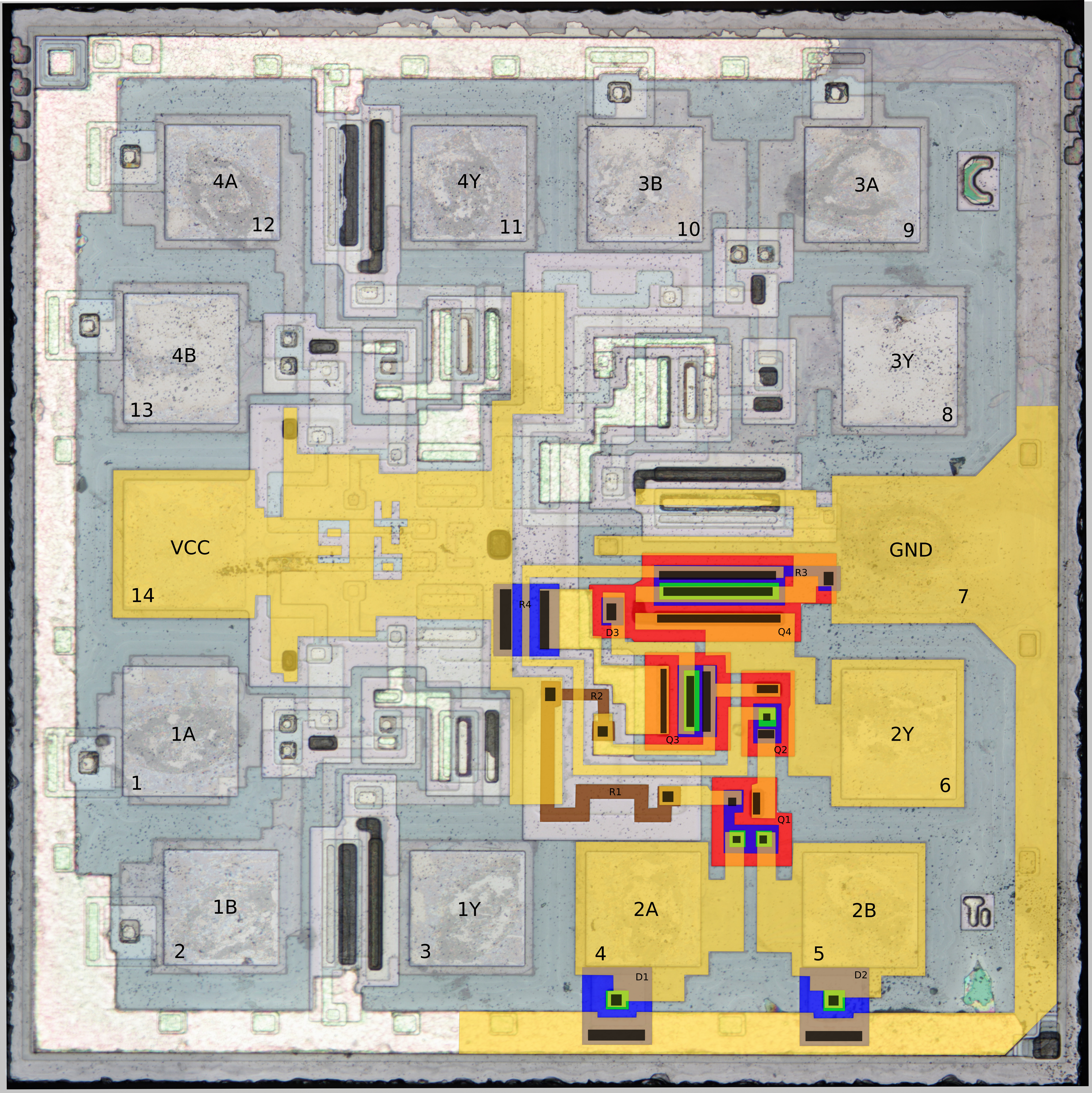
Das Die eines 7400

Der 7400 ist ein integrierter Schaltkreis (IC) und gehört zu den ersten Vertretern einer Familie von Logikbausteinen der 74xx-Serie von Texas Instruments. Er enthält 4 NAND-Gatter mit jeweils 2 Eingängen. Hergestellt und geliefert wird er in einem 14-Pin-Dual-in-line-Gehäuse. Die Betriebsspannung beträgt 5 Volt (min. 4,75, max. 5,25).

Aufbau eines NAND-Gatters in Standard-TTL-Technik, Typ: 7400.
R_{3}, V_{3}, V_{4} und V_{5} bilden den Totem-Pole.
Die restlichen Bauteile dienen zur Ansteuerung.

## Varianten
Der 7410 enthält 3 NAND-Gatter mit jeweils 3 Eingängen, der 7420 enthält 2 NAND-Gatter mit jeweils 4 Eingängen, der 7430 enthält 1 NAND-Gatter mit 8 Eingängen.
In Deutschland wurde der 7400 von Siemens mit der Pro-Electron-Bezeichnung FLH 101 und vom Halbleiterwerk Frankfurt (Oder) mit der Bezeichnung D 100 D (nach TGL 38015) gefertigt.

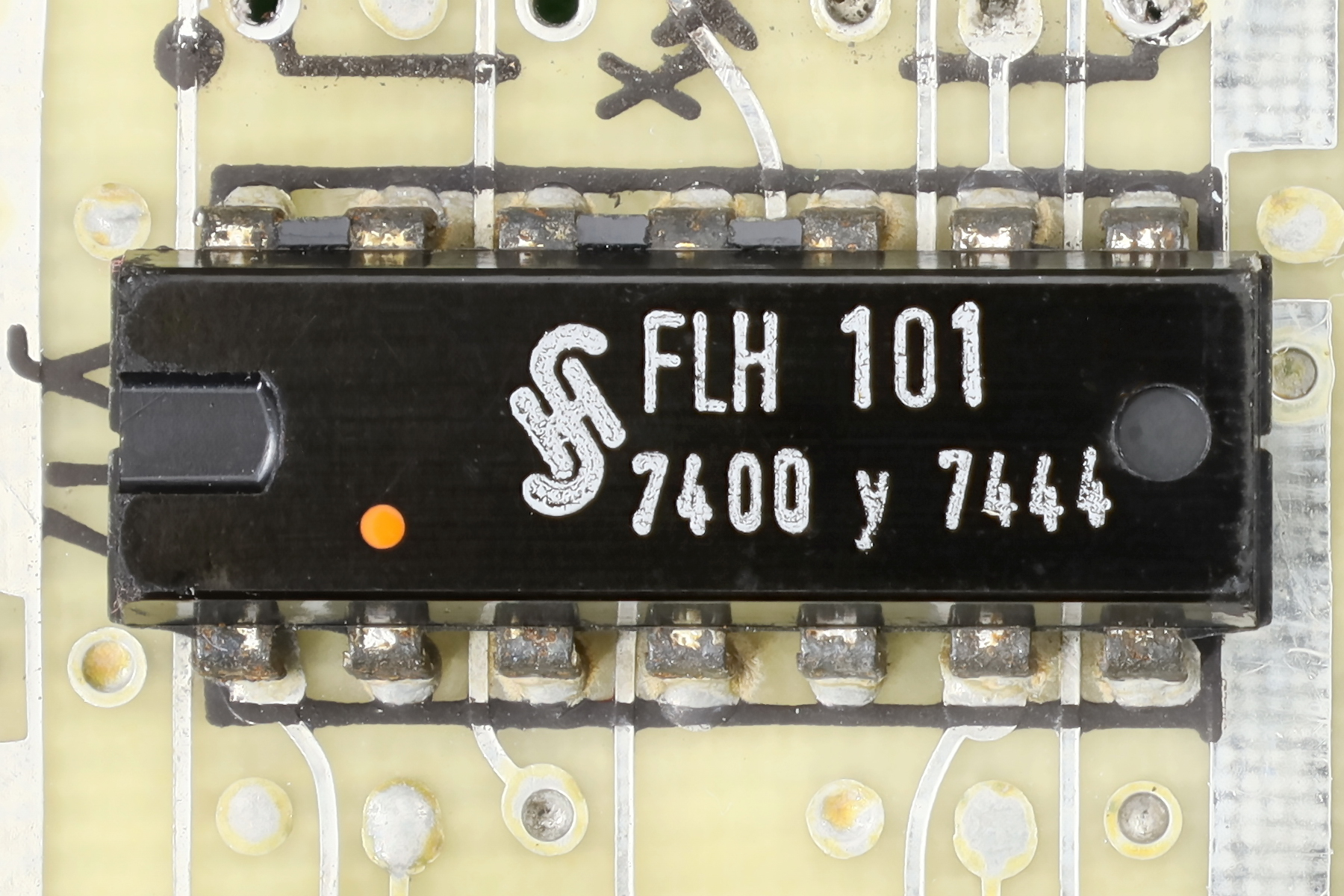
7400 von Siemens (mit der Pro-Electron-Bezeichnung FLH 101)
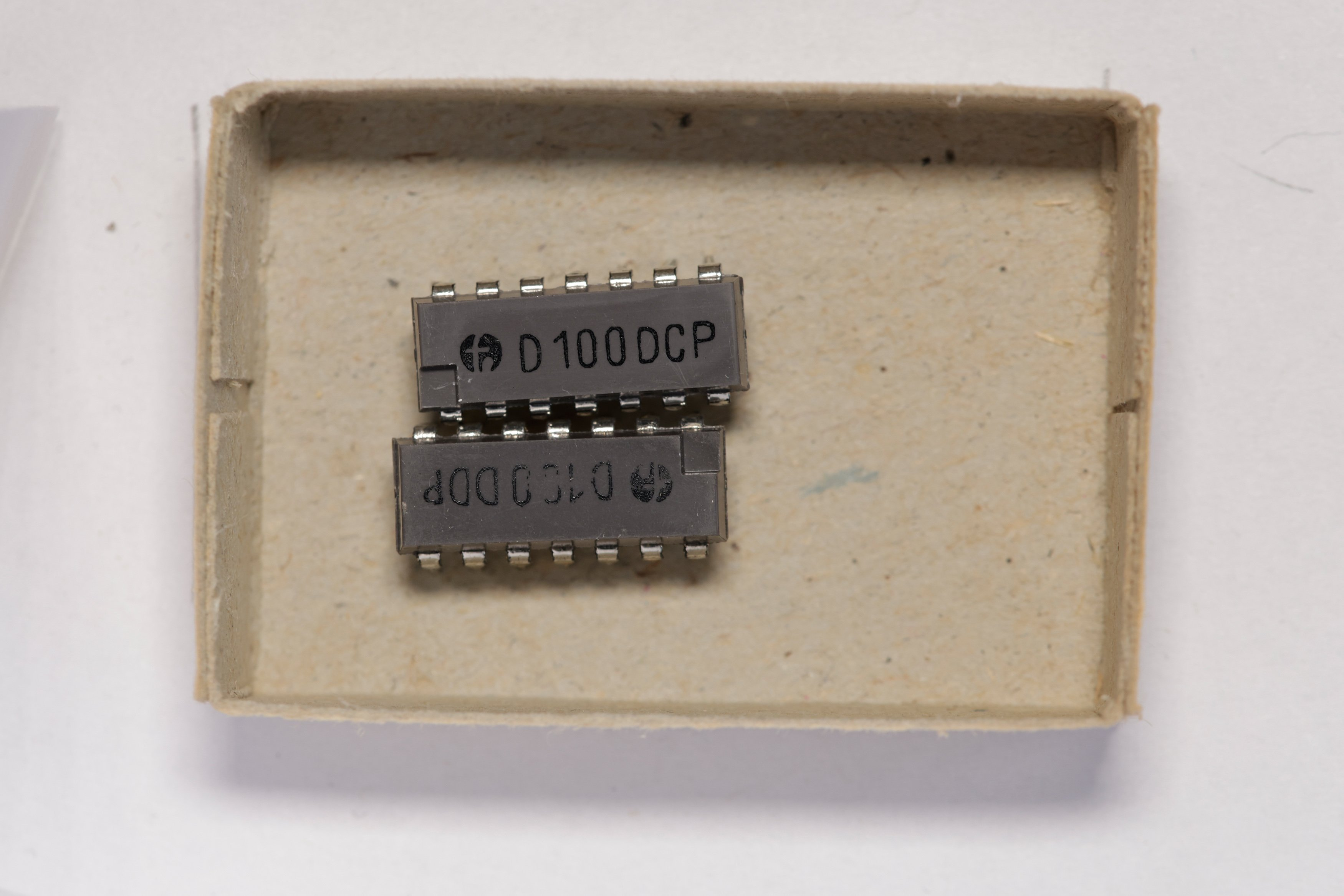
D 100 D aus dem Halbleiterwerk Frankfurt (Oder) (im ZCOM)